# ヴィロヴィティツァ
ヴィロヴィティツァ（クロアチア語: Virovitica,ハンガリー語: Verőce,ドイツ語: Wirowititz,イタリア語: Varaviza）はクロアチア・スラヴォニア地方のヴィロヴィティツァ＝ポドラヴィナ郡の都市及び基礎自治体である。またヴィロヴィティツァ＝ポドラヴィナ郡の郡都で、ドラーヴァ川を挟みハンガリー国境に近く、ビロゴラ山の北側斜面に位置する。ヴィロヴィティツァはスラヴォニア地方の中でも歴史的な場所に数えられる。近隣の都市にはクリジェフツィがあるがクリジェフツィはコプリヴニツァ＝クリジェヴツィ郡に属する。

## 歴史
1234年、ベーラ4世によって帝国自由都市の特権を得ている。1242年には現在のクロアチアの首都であるザグレブも同じくベーラ4世より自由都市の権利を得ており、金印勅書においてそのことを知ることが出来る。当時、ハンガリー王国の支配下にありヴェレーツェ（Verőce）と呼ばれており、夏には王族の避暑地として好まれていた。ベーラ4世の妃であるマリア・ラスカリナや弟のカルマン公が良く滞在したとされる。モンゴル帝国が侵略しハンガリーを放棄した後、都市には木製の要塞や堀が築かれ水が引かれた。1280年代から1290年代にかけて、フランシスコ会やドミニコ会の修道院について言及されている。1552年から1684年にかけての約120年間はオスマン帝国によって支配されていた。

## 姉妹都市
- バルチュ、ハンガリー
- トラウンロイト、ドイツ
- ヴィシュコフ、チェコ